# Verzorgingsplaats Feronia
De Verzorgingsplaats Feronia is een verzorgingsplaats in Italië langs toerit naar de A1 bij Fiano Romano iets ten noorden van Rome.

## Locatie
Het zuidelijke deel van de oorspronkelijke A1 (Florence – Rome) werd tussen 1960 en 1964 aangelegd. Hierbij werd aan beide zijden van het traject begonnen en het eerste deel vanuit Rome naar het noorden kwam op 19 september 1963 gereed.
Het tolplein voor de A1 kwam op 17 kilometer van de ringweg van Rome, verzorgingsplaats Feronia op 16 kilometer. Sinds 21 juli 1988 is 6 kilometer ten noorden van het tolplein het knooppunt Fiano Romano in gebruik, sindsdien is het wegvak tussen dat knooppunt en de ringweg geen onderdeel meer van de A1, maar bekend als Diramazione Roma Nord. De verzorgingsplaats dankt zijn naam aan de archeologische vindplaats pal naast het terrein. De opgraving van Lucus Feroniae legde een terrein bloot waar vroeger de Etruskische godin Feronia werd vereerd. De opgravingen lagen in de jaren 60 nog in de open lucht maar zijn nu gedeeltelijk overdekt.

## Gebouwen
In de slag om de concessies werkte Pavesi samen met Shell en Esso. Pavesi verkreeg de concessie voor een brugrestaurant bij Feronia terwijl de twee tankstations naar Shell (stad inwaarts) en Esso (stad uitwaarts) gingen. Huisarchitect Angelo Bianchetti van Pavesi ontwierp het brugrestaurant. Hierbij werd hetzelfde concept gebruikt als in Novara en Brembo zij het met strakkere lijnen. De toegangsgebouwen werden groter uitgevoerd en boden van meet af aan ruimte aan de Tourist Market. Het magazijn op het dak werd groter en daarnaast was er ook ruimte voor kantoren, bovendien werd nog een extra verdieping toegevoegd op de uiteinden van de brug en daartussen het logo van Pavesi. De zuidgevel werd voorzien van grijze lamellen terwijl de noordgevel glas kreeg met een goudlaag voor de zonwering. De verzorgingsplaats werd in 1964 geopend.

## Autogrill
Na tien jaar kwamen de restaurantketens, waaronder Pavesi, in financiële moeilijkheden in de nasleep van de oliecrisis. Sluiting van de wegrestaurants was geen optie en de Staatsholding Istituto per la Ricostruzione Industriale (IRI) kocht de restaurants op. In 1977 werden alle restaurants langs de autostrade ondergebracht in Autogrill, na de reprivatisering werden de concessies herschikt en de verzorgingsplaats is nu dan ook in handen van andere exploitanten.